# Smermesnil
Smermesnil è un comune francese di 471 abitanti situato nel dipartimento della Senna Marittima nella regione della Normandia.

## Società

### Evoluzione demografica
Abitanti censiti